# 아가데즈주

아가데즈주의 위치

아가데즈주(프랑스어: Agadez Region)은 니제르 북부에 있는 주다. 주도는 아가데즈이다. 면적은 634,209km2로 니제르 면적의 52%를 차지하나 인구는 511,188명으로 니제르 전체 인구의 2.9%에 불과하다.

## 인구
| 연도    | 인구    | ±%     |
| ------- | ------- | ------ |
| 1977    | 124,985 | —      |
| 1985    | 208,828 | +67.1% |
| 2001    | 321,639 | +54.0% |
| 2012    | 487,620 | +51.6% |
| source: |         |        |

## 같이 보기
- 니제르의 행정 구역